# Kotowo (województwo pomorskie)
Kotowo (kaszb. Kòtowò, niem. Kottow) – wieś-owalnica w Polsce położona w województwie pomorskim, w powiecie słupskim, w gminie Dębnica Kaszubska.
W latach 1975–1998 miejscowość administracyjnie należała do województwa słupskiego.

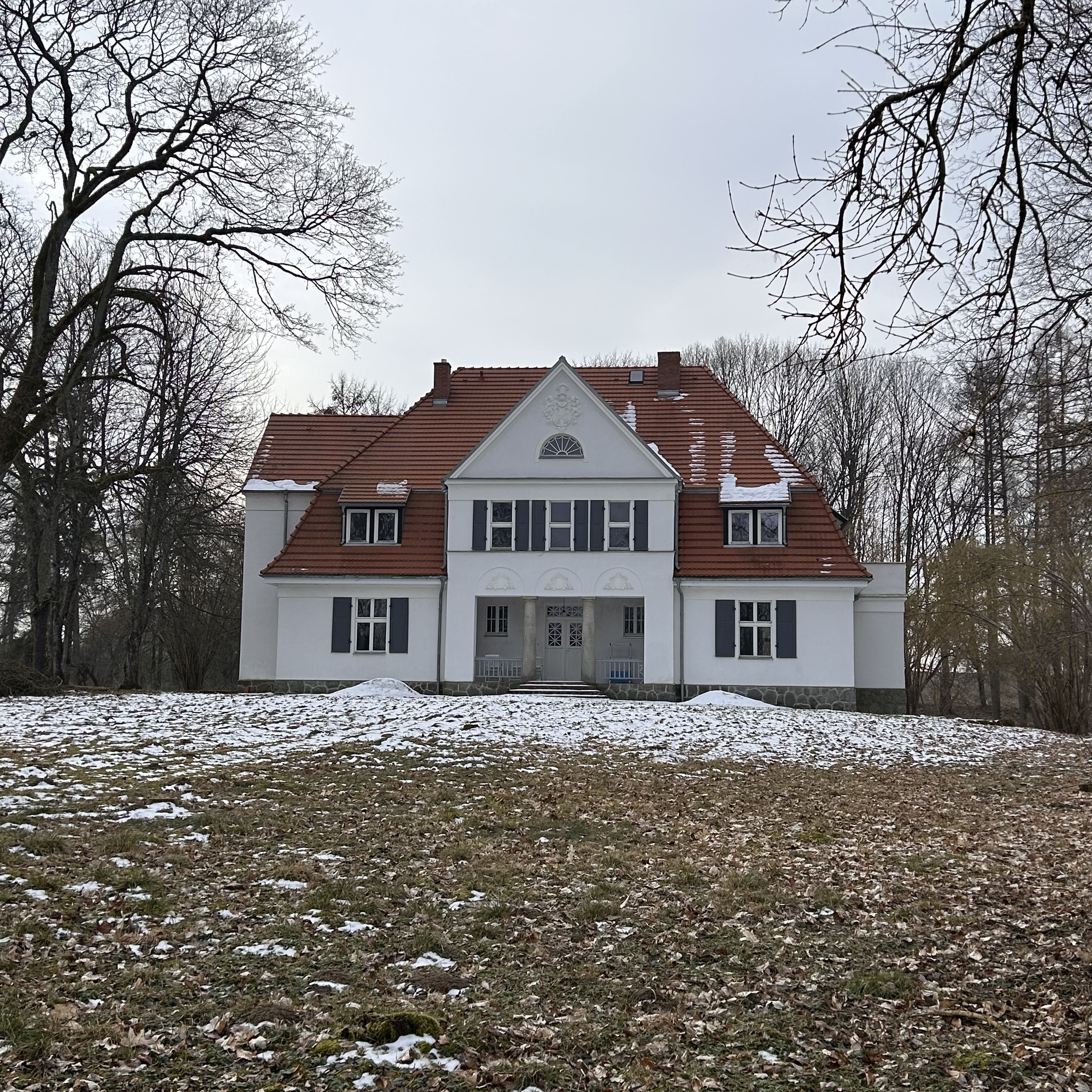
Pałac z 1871 roku

## Nazwa
Rada Języka Kaszubskiego proponuje kaszubską formę nazwy Kòtowò.

## Zabytki
- Zespół dworsko-folwarczny zbudowany w 1871 roku i rozbudowany w latach 20. XX wieku. Budynek nakryty mansardowym dachem, w elewacjach północnej i południowej rozbudowany środkowymi ryzalitami. W otoczeniu park[6].

## Cmentarz
W Kotowie znajduje się nieczynny cmentarz położony na północny zachód od zabudowań wsi, na stoku o ekspozycji północnej. Z otoczenia wydzielony był kamienno-ziemnym wałem i nasadzeniami świerkowymi, które zostały jednak wycięte w 2006 roku. Zachowało się niewiele elementów nagrobnych. Przetrwały między innymi kamienne postumenty pod żeliwne krzyże rozmieszczone przy północnej granicy cmentarza.

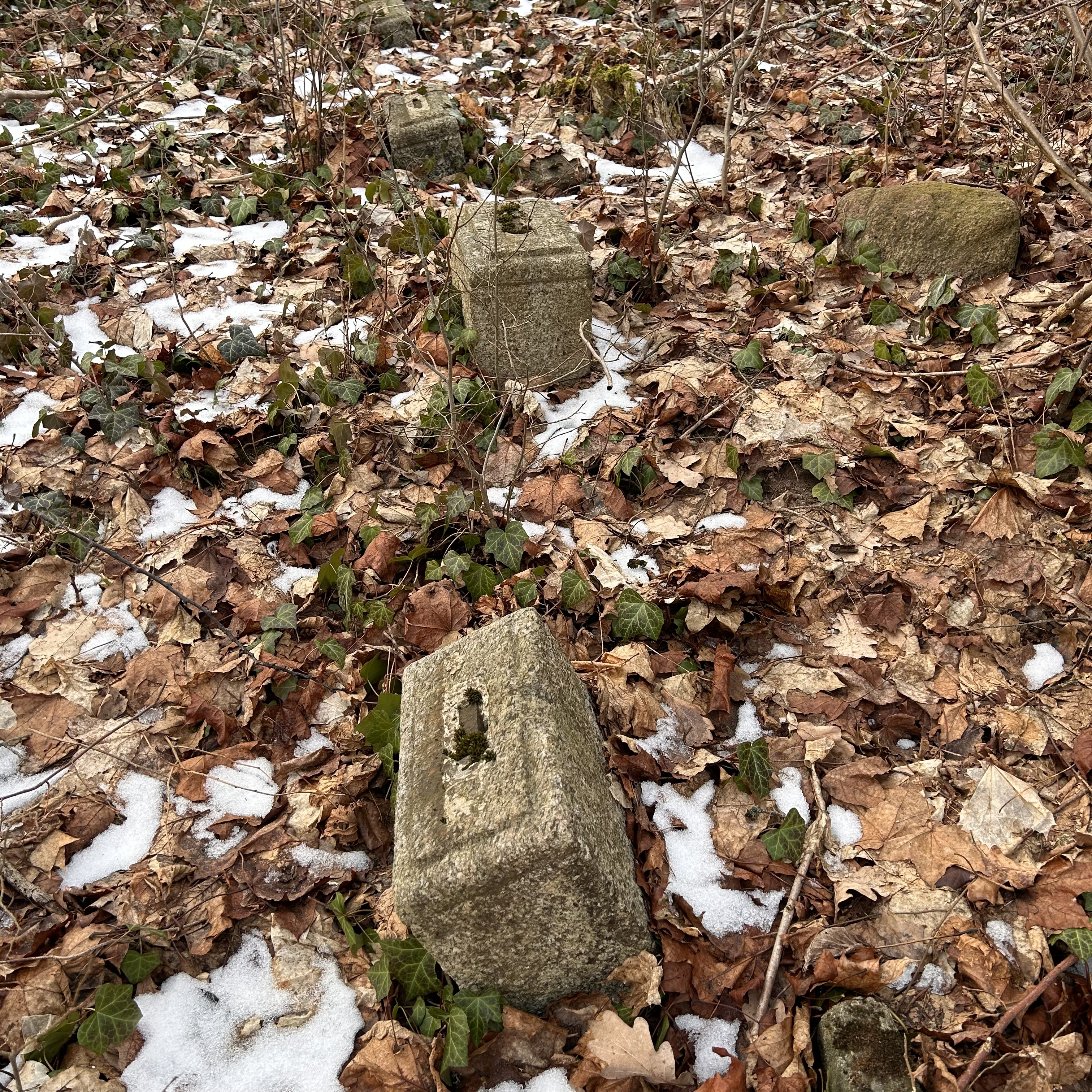
Postumenty pod żeliwne krzyże rozmieszczone przy północnej granicy cmentarza ewangelickiego w Kotowie
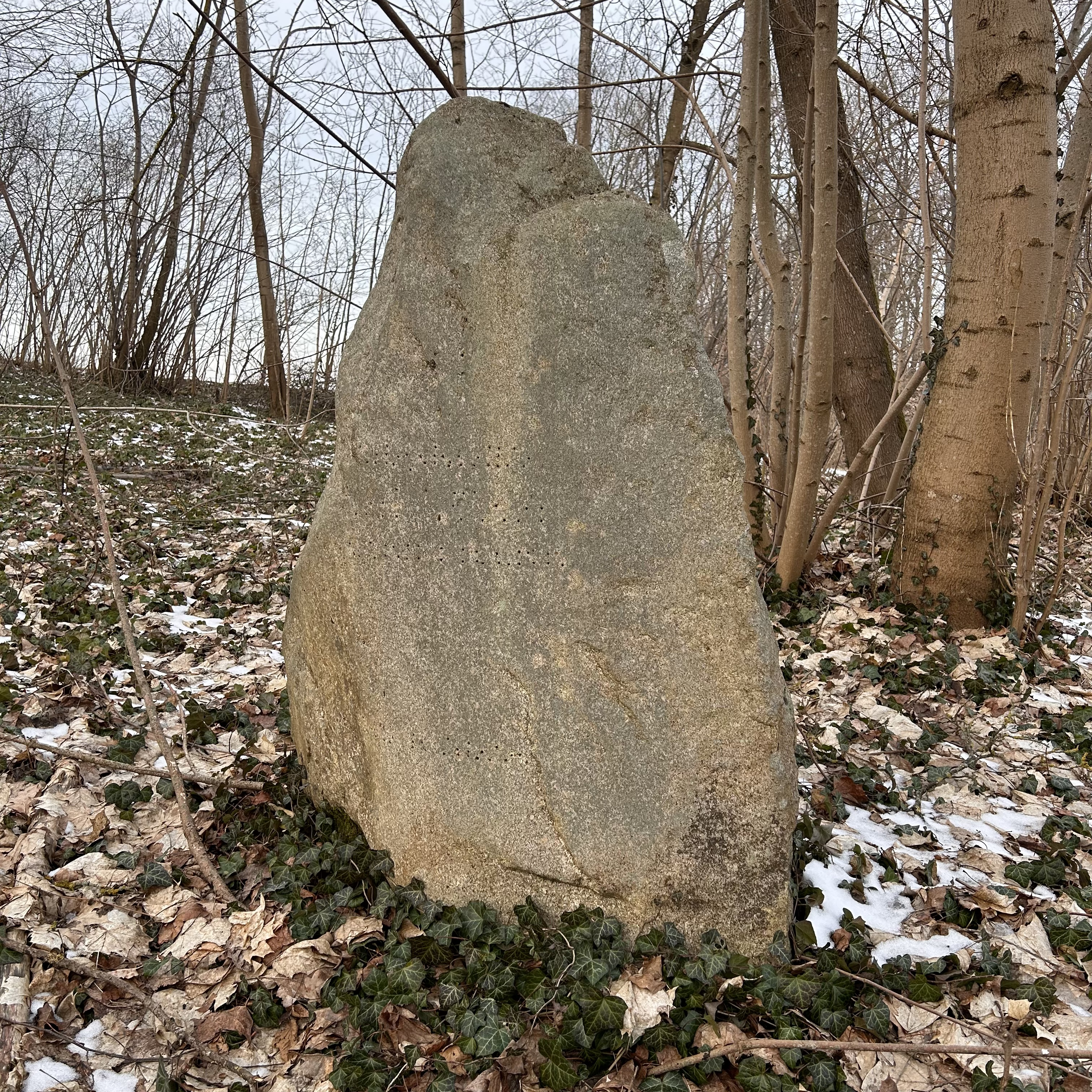
Obelisk z szarego granitu (1,60 x 1,20 m) w centralnym punkcie cmentarza ewangelickiego w Kotowie
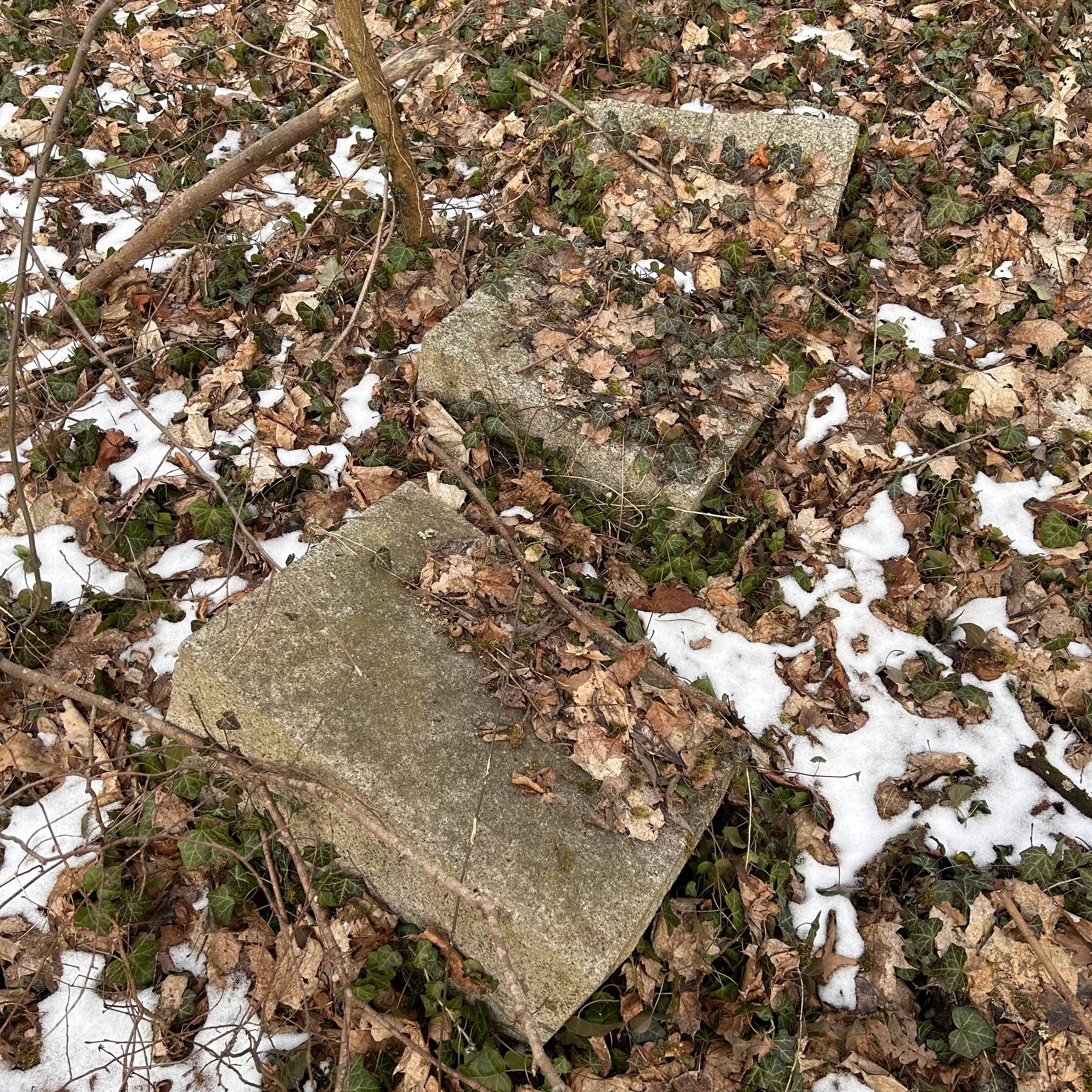
Stele bez tablic inskrypcyjnych na cmentarzu ewangelickim w Kotowie
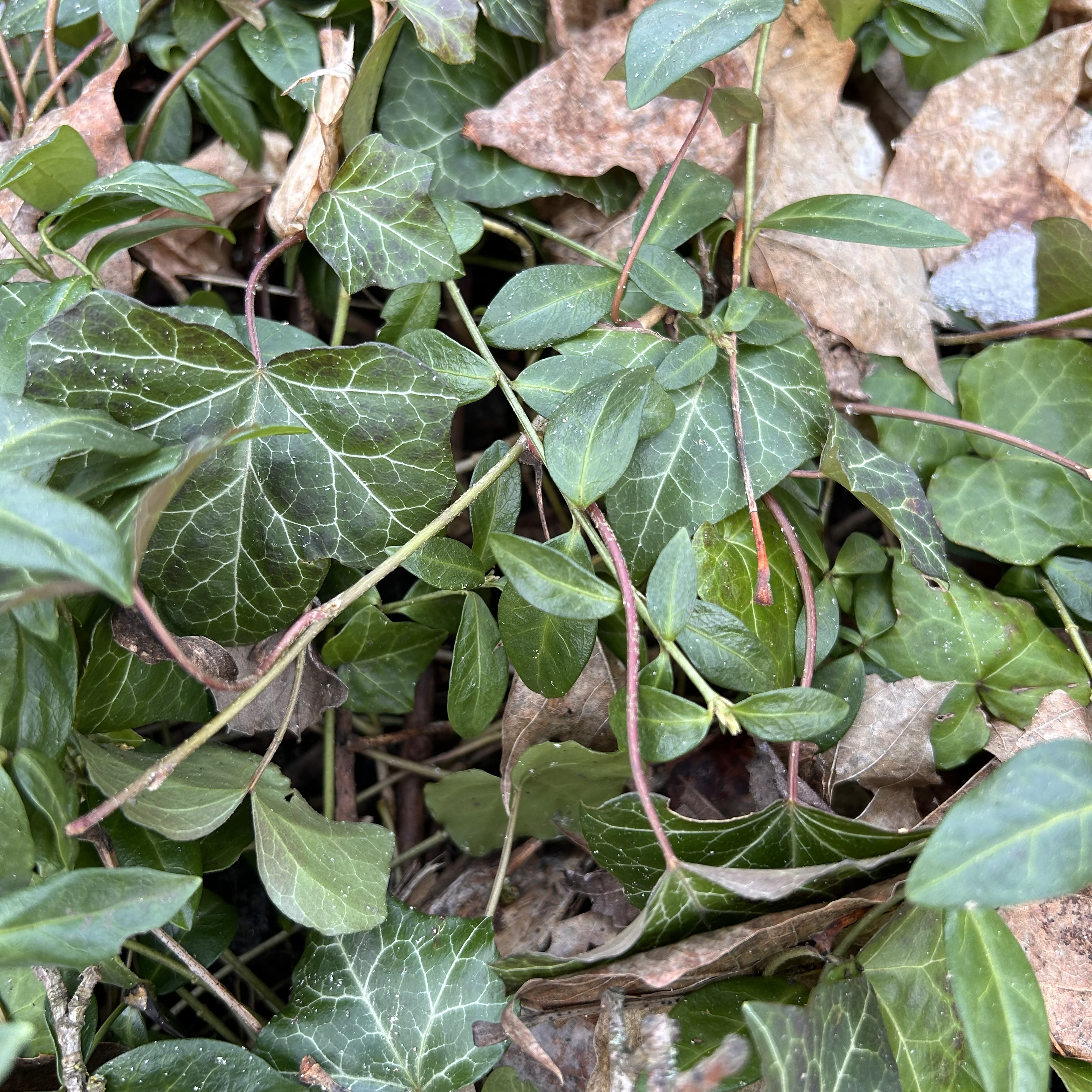
Bluszcz pospolity (Hedera helix L.) i barwinek pospolity (Vinca minor L.) na cmentarzu ewangelickim w Kotowie
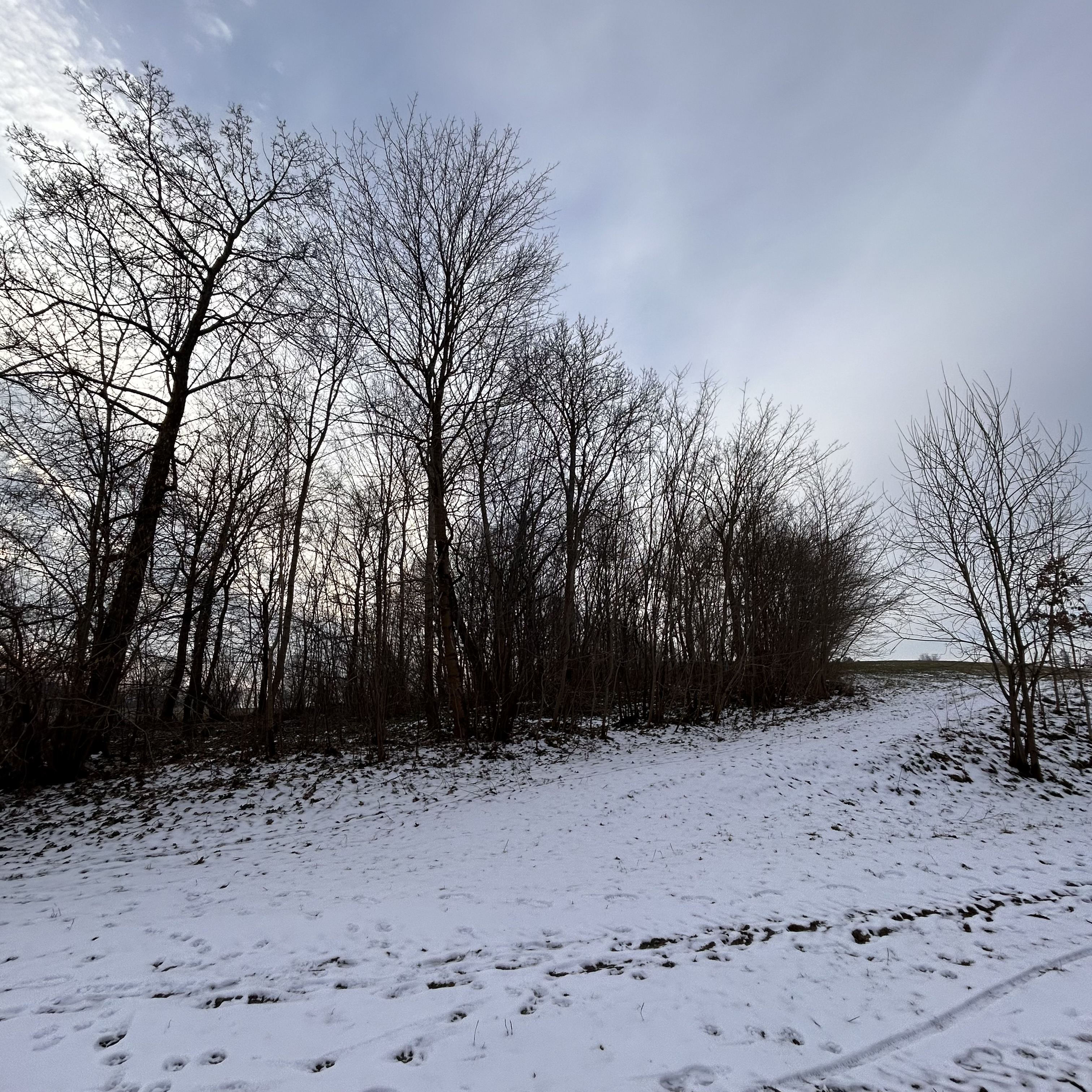
Wzniesienie, na którym znajduje się cmentarz ewangelicki w Kotowie